# John Daly
John Patrick Daly, född 28 april 1966 i Carmichael, Kalifornien, är en amerikansk professionell golfspelare på PGA-touren. Daly är mest känd för sina kraftfulla långa slag och sina personliga problem.

## Biografi
Daly tog examen på University of Arkansas där han var medlem i golflaget och han blev professionell 1987.  1990 vann han Ben Hogan Utah Classic. Han kom med på PGA-touren 1991 och vann PGA Championship det året. 1992 vann han B.C. Open och 1994 BellSouth Classic. Han garanterades en plats på PGA-touren fram till 2005 eftersom han vann majortävlingen The Open Championship 1995.
Daly är en ständig utmanare till tävlingarna där det gäller att slå längst. Han har vunnit sådana tävlingar 11 gånger (senast 2004) vilket är rekord.
Dalys karriär har flera gånger avbrutits på grund av hans personliga problem med alkohol och mellan 1995 och 2001 vann han inga proffstävlingar. Den 15 februari 2004 bröts hans långa svacka då han vann Buick Invitational efter särspel.
Daly har spelat in ett självbiografiskt album om sitt liv, "My Life", med bland andra Darius Rucker, Willie Nelson, Johnny Lee och Daron Norwood som gästmusiker.
John Daly flyger aldrig till tävlingarna utan i stället åker han i sin husbil. Han är känd för sitt engagemang i olika välgörenhetstillställningar, bland annat i nordvästra Arkansas. Han har donerat pengar till sin skola, Make-a-Wish Foundation och Boys & Girls Clubs of America.  Daly är även hängiven idrottsprogrammet på University of Arkansas.

## Meriter

### Majorsegrar
- 1991 PGA Championship
- 1995 The Open Championship

### Segrar på PGA-touren
- 1992 B.C. Open
- 1994 BellSouth Classic
- 2004 Buick Invitational

### Övriga proffssegrar
- 1990  Ben Hogan Utah Classic (Ben Hogan Tour), AECI Charity Classic (Sydafrika), Hollard Royal Swazi Sun Classic (Sydafrika)
- 1993 Dunhill Cup (med Fred Couples och Payne Stewart)
- 2001 BMW International Open (PGA European Tour)
- 2002 Champions Challenge (med Pat Perez)
- 2003 Callaway Golf Pebble Beach Invitational
- 2003 Kolon Korean Open (Asian Tour)